# Partido Socialista de Timor

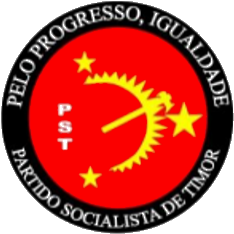
Logo der PST

Die Partido Socialista de Timor PST (Sozialistische Partei Timors) ist eine marxistisch-leninistische Partei in Osttimor.

## Übersicht

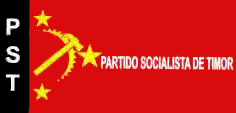
Flagge der Partido Socialista de Timor

Die Partei ist in vielen Gemeinden vertreten und fokussiert ihre Arbeit auf die traditionellen FRETILIN-Gebiete, wie Soibada und Aileu. Ihre Mitglieder sind in erster Linie junge Leute, aber auch einige alte Mitglieder der linken Flügel von FALINTIL und FRETILIN. Einige kooperative Farmen wurden von ihr aufgebaut.
Zur Struktur der Partei gehören ein Politbüro, ein Zentralkomitee mit 82 Mitgliedern, sowie Parteiorganisationen für Arbeit, Frauen und Jugend. Außerdem wird unregelmäßig die Parteizeitung Vanguarda herausgegeben. Verbindungen zu timoresischen Gewerkschaften bestehen, doch sind diese aufgrund nur weniger industrieller Arbeitsplätze sehr klein. Die PST hat verschiedene internationale Beziehungen, so zur kommunistischen Partei Portugals, den niederländischen Grünen, der australischen Democratic Socialist Party und der indonesischen Partai Rakyat Demokratik. Verbindungen zu Abílio Araújo und seiner PNT werden ebenso bestritten, wie eine feindselige Einstellung gegenüber der Kirche.

## Ideologie

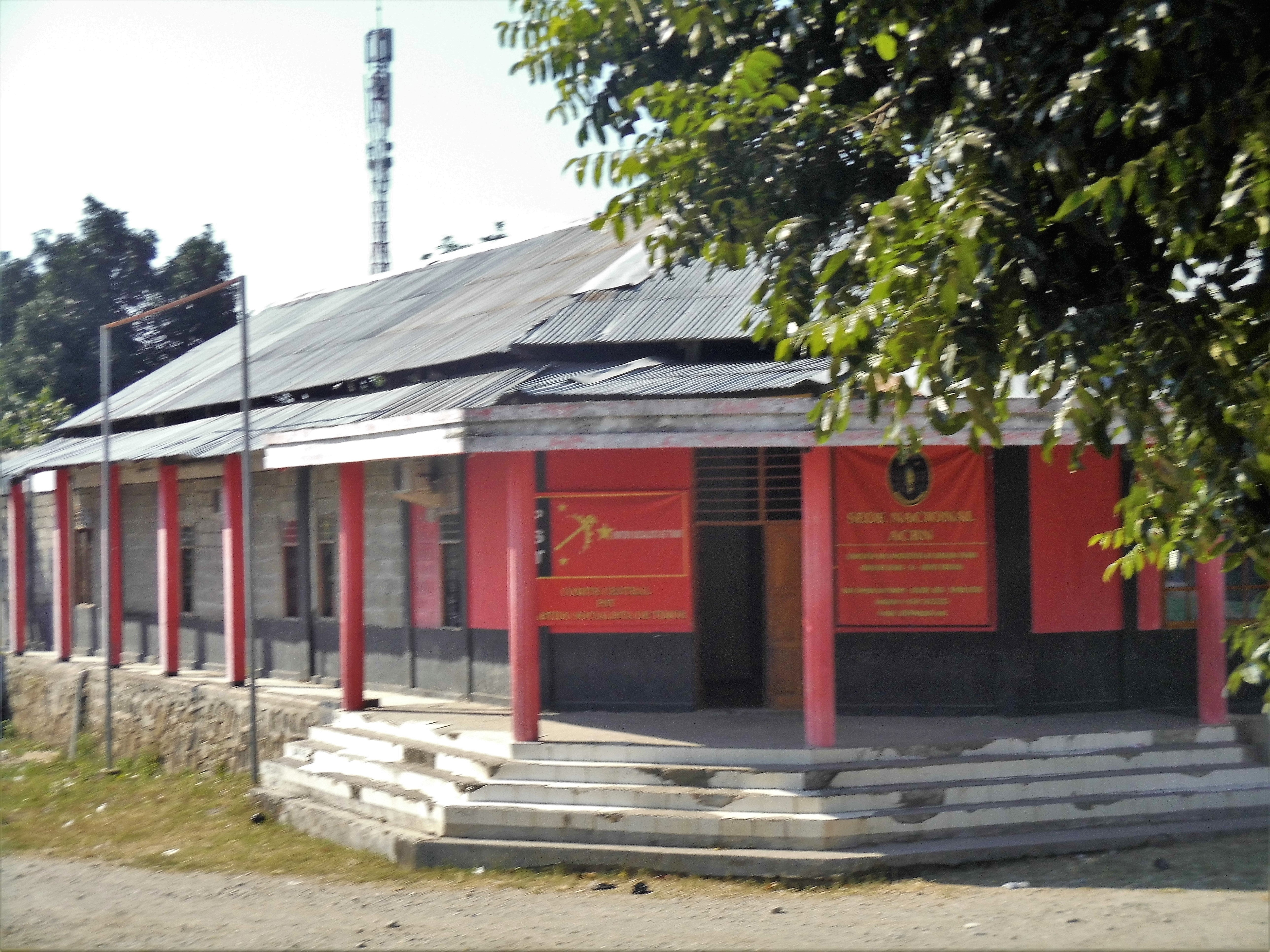
Sitz der PST in Mascarenhas

Die PST unterstützt das demokratische und parlamentarische Mehrparteiensystem, die Gewaltenteilung, freie Presse und freier Zugang zu Informationen, Religionsfreiheit, Gleichheit der Geschlechter, das Recht auf Scheidung und Menschenrechte. Sie fordert den freien Zugang zur Bildung und die Abschaffung der Gesellschaftsklassen. Die Partei steht zu den Arbeiterrechten, inklusive freier Gewerkschaften und fordert ein Recht auf Arbeit und auf eine Wohnung ebenso, wie gleicher Lohn für gleiche Arbeit. Kinderarbeit soll verboten werden, ebenso Prostitution und Polygamie. Die Landwirtschaft soll als Basis der Wirtschaft weiter entwickelt werden und Mikrokredite die ländlichen Gebiete fördern. Agrarflächen sollen gleichmäßig verteilt, Landgroßbesitz enteignet werden. Der Schwerpunkt liegt bei Kollektivbesitz. Auch der Tourismus soll gefördert werden. Der Zugang zum Gesundheitssystem soll frei sein, die Umwelt geschützt werden. Die PST steht hinter der Abschaffung der Todesstrafe und fordert eine Begrenzung der Haftstrafe auf maximal 10 Jahre. Gefängnisse sollen in erster Linie zur Rehabilitation der Gefangenen dienen.
Während der Zeit nach der Unabhängigkeit Osttimors 2002 sprach die PST sich für Portugiesisch und Englisch als offizielle Landessprachen aus, bis Tetum soweit entwickelt sei. Heute fordert sie, dass Portugiesisch zukünftig nur noch Arbeitssprache, aber nicht mehr Nationalsprache sein soll (vergleiche Sprachen Osttimors). Indonesischer Regierungsbesitz in Osttimor sollte konfisziert und nationalisiert, die Gesellschaft nach der Besatzungszeit (1975–1999) ausgesöhnt werden. Die PST befürwortete gute nachbarschaftliche Beziehungen mit den Ländern im Pazifisch-asiatischen Raum und der Gemeinschaft der Portugiesischsprachigen Länder (CPLP).
Ziel der PST ist eine sozialistische, klassenlose Gesellschaft in Osttimor, das frei von jeglichen Kolonialismus, Imperialismus, Bevormundung und Ausbeutung. Erreicht soll diese friedlich werden durch Bildung und Bewusstseinssteigerung. Die PST kümmert sich in erster Linie um die Situation der Arbeiter und Bauern.

## Mitglieder

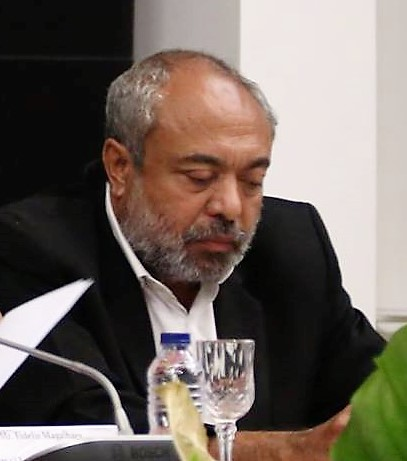
Avelino Coelho da Silva (2019)

2001 war Parteivorsitzender Pedro dos Mártires da Costa. Er vertrat die PST auch  und als Abgeordneter im Nationalparlament Osttimors von 2001 bis 2007. Stellvertreter war von 1999 bis 2002 Merício Hornay dos Reis, Generalsekretär und Vordenker der Partei Avelino Coelho da Silva, stellvertretender Generalsekretär Antonio Maher Lopes (Kampfname: Fatuk Mutin), Parteisprecher Nelson Correia. Von 1999 bis 2002 war Merício Juvinal dos Reis Vizepräsident der PST, verließ die Partei aber 2003.
2007 war Pedro dos Mártires da Costa zur konservativen Congresso Nacional da Reconstrução Timorense (CNRT) gewechselt. Neuer Parteivorsitzender war Nelson Correia (mindestens bis 2010), Generalsekretär weiterhin Avelino Coelho da Silva.
2011 hatte Avelino Coelho da Silva den Parteivorsitz übernommen und hat ihn auch weiterhin inne (Stand: 2017). Neuer Generalsekretär wurde Pedro Sarmento, zweite Generalsekretärin Ana Pereira Soares, dritte Generalsekretärin Joanica Pereira dos Santos. Aktueller Generalsekretär (Stand: 2016) ist Manuel Azancot de Menezes. Der stellvertretende Parteivorsitzende Hélder Lopes verstarb 2017, 2020 Vize-Generalsekretär Luciano Hornay im Alter von 42 Jahren und 2022 Vize-Generalsekretär João Bosco Cárceres.

## Geschichte

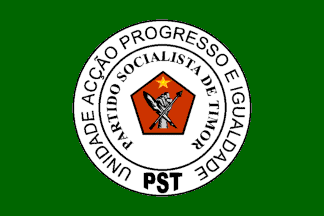
Frühe Flagge der PST

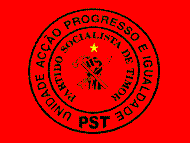
Alte Flagge der Partido Socialista de Timor

Altes Logo der PST

Die PST ist eine Abspaltung der FRETILIN. Sie hat ihre Wurzeln in einer kleinen kommunistischen Gruppe innerhalb der FRETILIN-Jugendorganisation OJETIL. Im Dezember 1989 gründeten die osttimoresischen Studenten, die auf Universitäten auf Java und Bali gingen, die FECLITIL (Studentische Widerstandsfront für die Befreiung Osttimors). Die OJETIL war ihnen zu moderat geworden. Nach eigenen Angaben gründete Silva, zusammen mit Costa und Lopes sie als Associação Socialista Timorense AST am 20. Dezember 1990 in Indonesien. Sie sollte sowohl osttimoresische Studenten, als auch indonesische Arbeiter ansprechen und hatte ihr Zentrum in Jakarta und anderen indonesischen Städten, wo Osttimoresen studierte und arbeiteten, so auch auf Bali, in Südsumatra und Ostkalimantan. Im Februar 1997 wurde die AST in Indonesien als Partei offiziell registriert. Noch im selben Jahr wurden Mitglieder der AST eines Bombenanschlages beschuldigt. Coelho da Silva floh daraufhin in die österreichische Botschaft in Jakarta, wo er Asyl fand. Ausreisen durfte er aber nicht. Erst im April 1999 konnte Coelho die Botschaft wieder verlassen, nachdem der indonesische Präsident Suharto gestürzt worden war. 1998 wurde die AST in die PST umgewandelt. Am 10. und 11. Februar 2000 hielt die PST in Dili ihren ersten Nationalkongress ab.
Mit Unterstützung der PST wurde 1999 die Veteranenorganisation Conselho Popular pela Defesa da República Democrática de Timor-Leste (CPD-RDTL) gegründet, die statt einer neuen Verfassung die Rückkehr zur Verfassung von 1975 forderte. Im Conselho Nacional de Resistência Timorense war die PST zunächst nicht vertreten. Erst im Jahr 2000 trat man ihm bei. Die PST war im ständigen Rat des Conselho Nacional de Resistência Timorense durch Pedro dos Mártires da Costa vertreten. Avelino Coelho da Silva war ab Ende 1999 Mitglied des National Consultative Council (NCC), einem Übergangsparlament während der Verwaltung durch die Vereinten Nationen.
Bei den Wahlen zur verfassunggebenden Versammlung am 30. August 2001 erhielt die PST 1,78 % der Stimmen und damit einen der insgesamt 88 Sitze im späteren Nationalparlament Osttimors. Der einzige Abgeordnete im Nationalparlament war der PST-Vorsitzende Pedro dos Mártires da Costa.
Unterstützte die PST zunächst immer wieder die FRETILIN-Regierung unter Marí Alkatiri, so beim Versuch den Religionsunterricht in staatlichen Schulen abzuschaffen, ging sie während der Unruhen in Osttimor 2006 auf Distanz zur Regierungspartei und wandte sich den Kritikern unter José Ramos-Horta und Xanana Gusmão zu. Bei den Parlamentswahlen am 30. Juni 2007 erhielt die PST nur 3.982 Stimmen, was 0,96 % der gültigen Stimmen entsprach, und scheiterte damit deutlich an der neuen 3-%-Hürde. Die größte Unterstützung fand sie im damaligen Distrikt Viqueque, wo sie 699 Stimmen (2,11 %) erhielt. Überraschenderweise wurde PST-Generalsekretär Coelho da Silva Staatssekretär für Energie in Gusmãos Regierung. Offiziell galt er als parteiloses Kabinettsmitglied.
Bei den Präsidentschaftswahlen 2007 trat Coelho da Silva als Kandidat an, schied aber schon nach der ersten Runde am 9. April mit nur 2,06 % der Stimmen aus.
Im Juli 2007 schloss sich die PST mit fünf weiteren Parteien, die ebenfalls bei den Parlamentswahlen  an der Drei-Prozent-Hürde gescheitert waren zur Liga Democrática Progressiva LDP zusammen. Die LDP sollte für die ideologisch und im Programm sehr unterschiedlichen Parteien als politische Plattform außerhalb des Parlaments dienen.
Auch 2012 scheiterte die PST an der Drei-Prozent-Hürde, obwohl sie sich mit 2,41 % (11.379 Stimmen) gegenüber ihrem Ergebnis 2007 deutlich verbessern konnte. Über 3 % erhielt sie in den Distrikten Bobonaro (3,38 %), Ermera (5,77 %), Manatuto (3,98 %), Manufahi (4,55 %) und Oecusse (4,33 %). Coelho da Silva wurde von Premierminister Gusmão erneut in das Kabinett berufen, diesmal als Staatssekretär für den Ministerrat. Den Posten behielt er auch nach der Regierungsumbildung 2015 unter dem neuen Premierminister Rui Maria de Araújo.
Bei den Präsidentschaftswahlen 2012 stellte die PST keinen Kandidaten.
Ab dem 30. Juli 2015 war die PST Mitglied des Parteienbündnis Bloku Unidade Popular (BUP), einem Wahlbündnis von fünf Parteien, die bei den Parlamentswahlen 2012 an der Drei-Prozent-Hürde scheiterten. Avelino Coelho wurde Generalsekretär des BUP, doch am 27. Juli 2016 schied die PST aufgrund von Meinungsverschiedenheiten aus dem BUP wieder aus.
Am 28. September wurde Antonio Maher Lopes auf einer Sitzung des erweiterten Zentralkomitees der PST zu ihren Kandidaten für die Präsidentschaftswahlen 2017 bestimmt.  Bei der Abstimmung am 20. März erhielt Lopes nur 1,76 % der Stimmen.
Bei den Parlamentswahlen 2017 erhielt die PST 0,86 % und scheiterte damit an der Vier-Prozent-Hürde. Danach schloss sich die PST dem Fórum Demokrátiku Nasionál (FDN) an, trennte sich aber 2018 noch vor den vorgezogenen Neuwahlen am 12. Mai von dem Bündnis, um Teil der Movimento Social Democrata (MSD) zu werden. Bei den vorgezogenen Parlamentswahlen in Osttimor 2018 scheiterte die MSD deutlich an der Vierprozenthürde mit nur 3.188 Stimmen (Anteil: 0,5 %).
Bei den Parlamentswahlen 2023 scheiterte die PST an der Vier-Prozent-Hürde, mit 0,35 % (2.415 Stimmen).